# Beyers Naudé
Christiaan Frederick Beyers Naudé (Roodepoort, Sudáfrica, 10 de mayo de 1915-Johannesburgo, 7 de septiembre de 2004) fue un clérigo y teólogo sudafricano, además de ser uno de los principales activistas antiapartheid afrikáners de su país. Era conocido simplemente como Beyers Naudé, o más informalmente como Oom Bey (en afrikáans, Tío Bey).

## Antecedentes familiares y primeros años de vida
Beyers Naudé fue uno de ocho hijos de Jozua François Naudé y Adriana Johana Naudé (neé) van Huysteen en Roodepoort, Transvaal (hoy en día Gauteng). El progenitor del nombre Naudé fue un refugiado hugonote francés llamado Jacques Naudé, quién llegó al Cabo en 1718. El apellido Naudé es uno de varios apellidos franceses que retuvieron su escritura original en Sudáfrica. Beyers Naudé recibió su nombre en honor a Christian Frederick Beyers, un soldado y pastor no oficial bajo el cual su padre sirvió como soldado en la Segunda Guerra Anglo-Bóer.
Jozua Naudé, un clérigo afrikáner, "estaba convencido de que los británicos nunca se irían". Ayudó a fundar y fue el primer presidente de la Broederbond (en afrikáans, "Hermandad" o "Liga de Hermanos"), la poderosa sociedad secreta afrikáner para hombres que jugó un rol dominante en Sudáfrica durante el apartheid. La Broederbond particularmente se volvió en sinónimo del Partido Nacional que subió al poder en 1948 e implementó la política de segregación racial del apartheid. El primer Naudé también ayudó con las primeras traducciones de la biblia al afrikáans.
En 1921 la familia Naudé se mudó al pueblo de Graaff-Reinet en la provincia del Cabo, en la región de Karoo. Beyers Naudé asistió a la Afrikaans Hoërskool [Escuela Secundaria Afrikáans], graduándose en 1931. Naudé estudió teología en la Universidad de Stellenbosch y se dice que vivió en las viviendas masculinas Wilgenhof en la universidad. Se graduó en 1939 con una maestría en idiomas y un título en teología. Su profesor de sociología fue el futuro primer ministro y principal arquitecto del apartheid, Hendrik Verwoerd. No obstante, Naudé menciona al teólogo de Stellenbosch, Ben Keet, como habiendo sido quien fijó las bases de su propio disentimiento teológico.
Naudé fue ordenado como ministro en la Iglesia reformada neerlandesa de Sudáfrica y se unió a la Broederbond como su miembro más joven. Durante 20 años sirvió en varias congregaciones, comenzando en Wellington en la Provincia Occidental del Cabo (1940-42), Loxton (1942-1945), Pretoria (1945-1954), Potchefstroom (1954-1959) y Aasvoëlkop (Johannesburgo) (1959-1963) predicando una justificación religiosa para el apartheid. El 3 de agosto de 1940 Naudé se casó con Ilse Weder, cuyo padre había sido un misionero moravo. La pareja tuvo tres hijos y una hija.

## Activismo antiapartheid
La Masacre de Sharpeville en 1960 (durante la cual la policía sudafricana mató 69 manifestantes negros que protestaban en contra de las restricciones sobre su libertad de movimiento) pusieron fin a su apoyo hacia las enseñanzas políticas de su iglesia. En las siguientes tres décadas luego de su renuncia a su denominación, su ferviente apoyo a la reconciliación racial y los derechos igualitarios llevaron a una oposición reaccionaria dentro de la iglesia reformada neerladesa de Sudáfrica.

### Cottesloe y el Instituto Cristiano de África del Sur
En respuesta a Sharpeville, el Consejo Mundial de Iglesias (CMI) envió una delegación a Johannesburgo para reunirse con clérigos del país. Naudé, en aquel entonces moderador de su distrito eclesiástico (el Sínodo del Sur de Transvaal), ayudó a organizar una consulta entre el CMI y ochenta delegados de iglesias sudafricanas en Cottesloe, un suburbio de Johannesburgo. Las resoluciones de la consulta rechazaron la raza como una razón para excluir a personas de las iglesias, y afirmaron el derecho de todas las personas de poseer tierras y poder ser oídos sobre cómo son gobernados. Naudé fue el único entre los delegados de su iglesia que continuó rechazando cualquier base teológica para el apartheid después de que el primer ministro Verwoerd obligara a la delegación de la Iglesia reformada neerlandesa (IRN) a repudiar los resultados de la consulta. Más adelante la IRN abandonaría el Consejo Nacional de Iglesias.
En 1963 Naudé fundó el Instituto Cristiano de África del Sur (CI según sus siglas en inglés), una organización ecuménica que tenía como objetivo la reconciliación a través del diálogo interracial, investigaciones, y publicaciones. La IRN obligó a Naudé a elegir entre su condición como ministro y la presidencia del CI, por lo que renunció a su posición en la iglesia, dejó la congregación de Aasvoëlkop en Northcliff, Johannesburgo, y renunció a la Broederbond en 1963. A consecuencia de ello perdió su estatus como ministro de la Iglesia reformada neerlandesa. En el último sermón que dirigió a su congregación recalcó que «Debemos mostrar una mayor lealtad a Dios que al hombre». Estoicamente, anticipando la enorme presión de la clase política y eclesiástica afrikáner que se venía, le dijo a su esposa: «Debemos prepararnos para vivir en la jungla por diez años». El ex arzobispo Desmond Tutu dijo años después que «Beyers se había convertido en un leproso dentro de la comunidad afrikáner».
Ese mismo año Naudé fue acusado de filtrar documentos sobre la Broederbond a la prensa, pero el académico de la Universidad de Witwatersrand del Nuevo Testamento profesor Albert Geyser después admitiría que había sido él quien filtró los documentos. Naudé había entregado los documentos a Geyser para evaluar hasta qué punto la Broederbond tenía influencia sobre la iglesia, y sin que Naudé lo supiese Geyser procedió a entregar los documentos a un periodista de The Sunday Times. En 1967, Naudé y Geyser ganaron un caso de difamación contra Adriaan Pont, un profesor conservador de Pretoria que los había calificado de comunistas.
En 1970 Naudé fue uno de los pocos líderes cristianos sudafricanos «que abiertamente llamaron a entender la decisión del CMI» de proveer ayuda financiera para los movimiento de liberación en el sur de África. «Si corre sangre en las calles de Sudáfrica no será debido a que el Consejo Mundial de Iglesias hizo algo, sino porque las iglesias de Sudáfrica no han hecho nada», dijo Naudé. En respuesta de esto, el estado formó la Comisión Schlebusch en 1972 para investigar organizaciones cristianas antiapartheid. Cuando Naudé rehusó testificar, fue juzgado y encarcelado. Tras pasar una noche en la cárcel, un ministro de la IRN pagó por su fianza.
Durante un viaje a Alemania y el Reino Unido en 1972, Naudé predicó en Westminster Abbey, «el primer teólogo afrikáner en recibir semejante honor». En 1973 el estado le quitó su pasaporte, pero se lo devolvió temporalmente en 1974 para que pudiera viajar a la Universidad de Notre Dame en Chicago a fin de recibir el Premio Reinhold Niebuhr para la justicia y la paz.
A medida que el CI comenzó a incorporar a más radicales africanos negros como Steve Biko, Naudé tuvo que soportar el hostigamiento de la policía de seguridad del estado. El estado finalmente obligó al CI a cerrar en 1977.

### Censura y la SACC
Entre 1977 y 1984 el gobierno sudafricano "censuró" a Naudé -una forma de arresto domiciliario con fuertes restricciones sobre sus movimientos e interacciones. Por ejemplo, no podía estar en un cuarto con más de una persona aparte de él. Otros líderes del Instituto Cristiano sufrieron la misma suerte, entre ellos Brian Brown, Cedric Mayson y Peter Randall. Aunque se encontraba bajo una vigilancia constante, Naudé logró ayudar en secreto a opositores antiapartheid a través de Sudáfrica proveyéndoles con vehículos viejos que el mismo había reparado. Más adelante bromeó diciendo que esa fue "my pequeña contribución a una lucha que yo sabía era correcta" Su contacto con el ANC era Sydney Mufamadi, quien fue nombrado ministro de Gobiernos Locales y Provinciales en el gobierno posapartheid.
En 1980 Naudé y otros tres teólogos de la IRN cortaron lazos con la IRN y fueron aceptados como clérigos por la Iglesia Reformada Neerladensa en África, la denominación africana negra establecida por la IRN blanca.
Luego de la revocación de su censura en 1985, sucedió al arzobispo Desmond Tutu como el secretario general del Consejo de Iglesias Sudafricanas. En esta función hizo campaña para la liberación de prisioneros políticos (en especial Nelson Mandela) y negociaciones con el Congreso Nacional Africano. En 1987 el régimen del apartheid hizo ilegal las solicitudes públicas por la liberación de detenidos. Pero Naudé presionó a los cristianos para que continúen rezando en público por los detenidos, pese a las amenazas de encarcelación del gobierno.
Luego de concluir su periodo a la cabeza del Consejo de Iglesias Sudafricanas, Naudé continuó formando parte de varias organizaciones antiapartheid y de desarrollo, entre ellas el Fondo de Ayuda y Defensa Legal Sudafricano, el Servicio Ecuménico para la Transformación Socio-Económica, el Kagiso Trust, y el Consejo Editorial de la Revista Challenge.

## Influencia posapartheid
Después de 1990 Naudé ocasionalmente inauguró eventos del ANC con lecturas de la biblia. Ese mismo año fue invitado por el Congreso Nacional Africano para ser el único miembro afrikáner en su delegación en las negociaciones con el gobierno del Partido Nacional en Groote Schuur. Pese a su asociación de muchos años con el Congreso Nacional Africano, Naudé nunca se unió al partido. Algunos han especulado que esto, junto con su avanzada edad y constantes problemas de salud durante los últimos años de su vida causaron que sea hecho a un lado políticamente. Otros concluyeron que Naudé tenía una férrea independencia y nunca buscó ningún tipo de ganancia personal. Pese a su asociación con el ANC, también mantuvo lazos con el movimiento de concienciación negra y el Congreso Pan Africano.
En 2000 firmó la Declaración de Compromiso de los Sudafricanos Blancos, un documento público que aceptaba que el apartheid había dañado a los sudafricanos negros.
Luego de su muerto a sus 89 años el 7 de septiembre de 2004, Nelson Mandela lo elogió diciendo que era "un verdadero humanitario y un verdadero hijo de África". El funeral estatal oficial de Naudé fue llevado a cabo el sábado 18 de septiembre de 2004 y contó con la presencia del presidente Thabo Mbeki, otros dignatarios, y altos funcionarios del ANC. Las cenizas de Naudé fueron esparcidas en el Township de Alexandra, justo en las afueras de Johannesburgo.
Dejó atrás a su esposa, cuatro hijos y dos nietos.
Pese a haber sido perseguido por su propio grupo étnico, Naudé "nunca expresó rabia en contra de sus antiguos oponentes. 'Soy afrikáner', dijo. 'Nunca me sentí como cualquier otra cosa sino como afrikáner, y estoy muy agradecido por la pequeña contribución que pude haber hecho'".

## Premios y honores
Durante su vida, Naudé recibió muchos premios, entre ellos el Premio Bruno Kreisky (Alemania, 1979), el Premio Franklin D Roosevelt a las Cuatro Libertades (EE. UU., 1984), el Premio del Instituto Afroamericano (EE. UU., 1985), el Premio Robert F. Kennedy a los Derechos Humanos (EE. UU., 1985), el Premio del Movimiento Laborista Sueco (Suecia, 1988), la Orden de Oranje-Nassau (Países Bajos, 1995), la Orden de Servicios Meritorios (Oro) (Sudáfrica, 1997), ya Ordel del Mérito (Alemania, 1999).
En 1993 fue nominado para el Premio Nobel de la Paz por el American Friends Service Committee.
En 2001 la ciudad de Johannesburgo, en donde había vivido la parte de su vida en el suburbio de Greenside, honró a Naudé en varias maneras. Naudé recibió el Freedom of the City of Johannesburg, mientras que DF Malan Drive, una importante calle en Johannesburgo, fue renombrada como la Beyers Naudé Drive. El Library Gardens en el centro de la ciudad también lleva su nombre.
Naudé recibió catorce doctorados honorarios en toda su vida.
En 2004 Naudé votado en el puesto 36 entre 100 Sudafricanos Más Grandes en una encuesta informal conducida por un programa de televisión de la South African Broadcasting Corporation.
Naudé fue llamado "uno de los verdaderos profetas cristianos de nuestros tiempos" por el secretario del Consejo Mundial de Iglesias, Georges Lemopoulos. Los comentarios de Naudé luego del levantamiento de Soweto en 1976 proféticamente anticiparon el éxodo de sudafricanos en al era posapartheid. Advirtió que el privilegio de los blancos no podía ni debía continuar.
"Para muchos será imposible vivir en esta nueva sociedad sudafricana; serán destruidos física, mental y psicológicamente. Se les permitirá quedarse, pero la atmósfera será inaceptable y por lo tanto muchos dirán, 'no nos podemos adaptar, debemos irnos'."